# أولاد العابد (أولاد الزيرك)
أولاد العابد هو دُوَّار يقع بجماعة أولاد امحمد، إقليم سطات، جهة الدار البيضاء سطات في المملكة المغربية. ينتمي الدوّار لمشيخة أولاد الزيرك التي تضم 11 دوار. يقدر عدد سكانه بـ 427 نسمة حسب الإحصاء الرسمي للسكان والسكنى لسنة 2004.

## روابط خارجية
- البوابة الوطنية للجماعات الترابية
- المندوبية السامية للتخطيط